# Fader

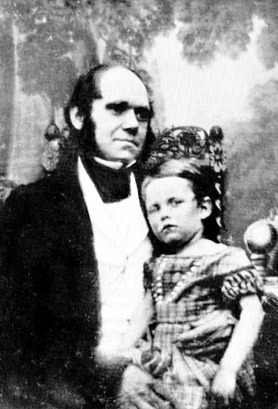
Charles Darwin med sonen William.

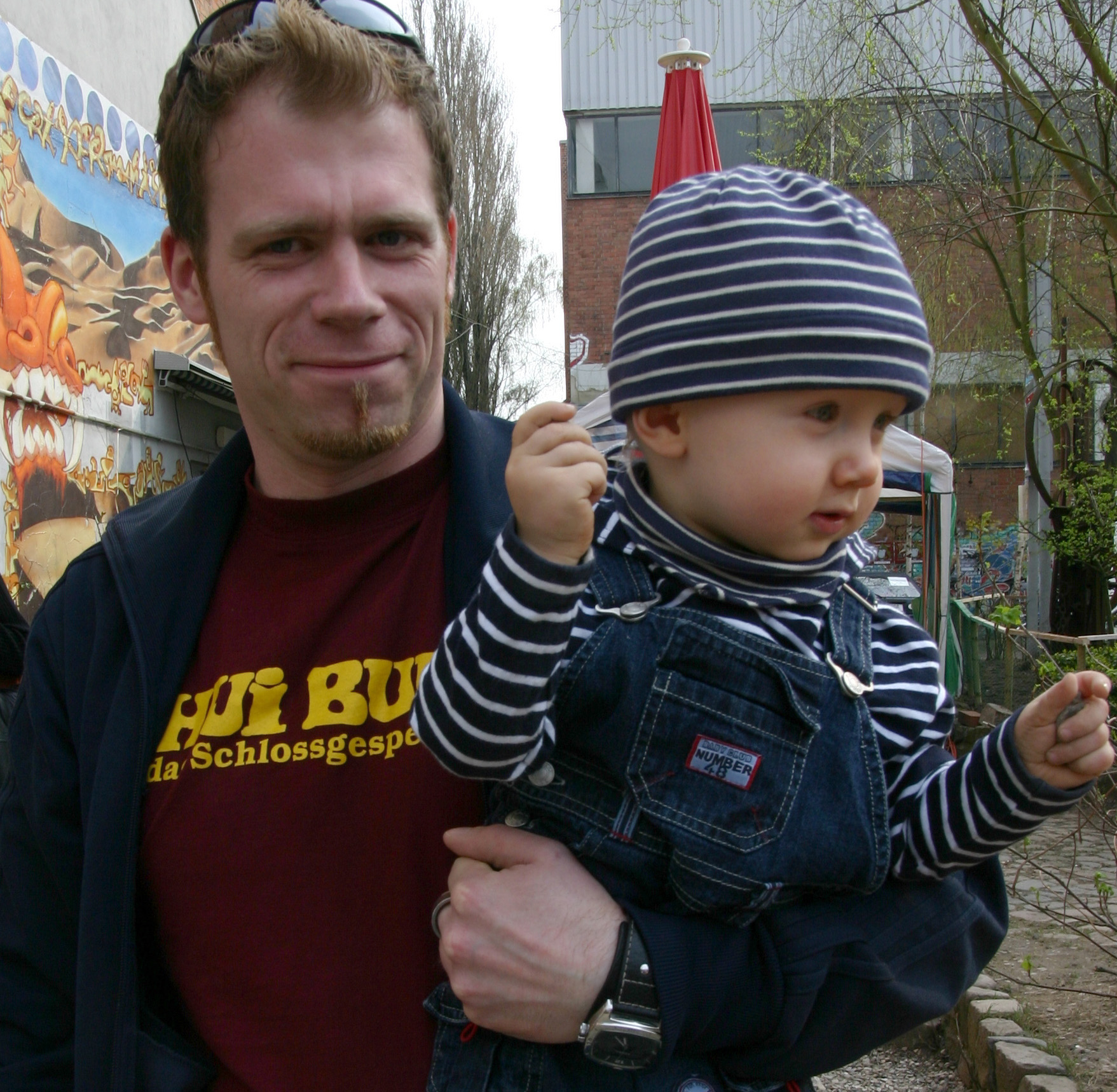
En far med barn.

Fader, far eller pappa är den manliga parten i ett föräldraskap. Den kvinnliga motsvarigheten till fader är moder.
På fornsvenska hette fader faþuR.
En manlig förebild som barn kan se upp till kallas ibland som en fadersfigur.

## Fadersbegreppet i kristendom
Fader eller Fadern är också ett namn på Gud, den första personen i Treenigheten enligt kristen tro.
Fader är också en titel för katolska präster och abbotar.

## Effekter av faderskap
En amerikansk undersökning har visat att mäns BMI ökar av att bli förälder, och att ökningen är större för de män som lever med barnet än för dem som inte gör det. Män som inte blir fäder tenderar däremot att gå ner i vikt. Att bli far, liksom att gifta sig, yttrar sig också vanligen i sänkta nivåer testosteron. Evolutionärt sett kan de sänkta testosteronnivåerna syfta till att underlätta föräldraskapets omvårdnad genom att minska tävlingsinriktade och partnersökande beteenden.